# Jeffrey R. Smith
Jeffrey R. Smith ist ein kanadischer Schauspieler und Synchronsprecher.

## Leben
Smith, der in Kanada geboren wurde, erhielt seine Ausbildung zum Schauspieler an der George Brown Theatre School in Toronto. Es folgte nach seinem Abschluss ein zweijähriges Engagement in Shakespeares Ein Sommernachtstraum für die Canadian Stage Company. Eine erste Nebenrolle für eine Filmproduktion erhielt er 1986 im Film Abgründe. Ab Mitte der 1990er Jahre hatte er Episodenrollen in den Fernsehserien Side Effects – Nebenwirkungen, Amanda und Betsy und F/X. 1998 übernahm er in den Fernsehfilmen Universal Soldier 2 – Brüder unter Waffen und Universal Soldier 3 – Blutiges Geschäft die Rolle des Control Operator. In den nächsten Jahren konnte er sich dank Episodenrollen in verschiedenen Fernsehserien und Nebenrollen in Filmproduktionen als Schauspieler etablieren. 2010 verkörperte er im Spielfilm Casino Jack die Rolle des Grover Norquist sowie den Max Bernard in Wer ist Clark Rockefeller?. Von 2011 bis 2014 war er in der Fernsehserie Warehouse 13 als Mr. Keeler zu sehen. 2019 war er in Mutant Outcasts als Danny zu sehen. 2020 übernahm er in insgesamt sechs Episoden der Fernsehserie Coroner – Fachgebiet Mord die Rolle des Dr. Casey Winter.

## Filmografie (Auswahl)
- 1986: Abgründe (Loyalties)
- 1996: Side Effects – Nebenwirkungen (Side Effects, Fernsehserie, Episode 2x11)
- 1996: Amanda und Betsy (Ready or Not, Fernsehserie, Episode 4x02)
- 1997: F/X (Fernsehserie, Episode 1x13)
- 1998: Universal Soldier 2 – Brüder unter Waffen (Universal Soldier II: Brothers in Arms, Fernsehfilm)
- 1998: Universal Soldier 3 – Blutiges Geschäft (Universal Soldier III: Unfinished Business, Fernsehfilm)
- 1998: Eerie, Indiana (Fernsehserie, Episode 1x06)
- 1999: Mission Erde – Sie sind unter uns (Gene Roddenberry’s Earth: Final Conflict, Fernsehserie, 2 Episoden)
- 1999: Der blutige Pfad Gottes (The Boondock Saints)
- 1999: Foolish Heart (Fernsehserie, Episode 1x06)
- 1999: Jett Jackson (Fernsehserie, Episode 2x04)
- 1999: PSI Factor – Es geschieht jeden Tag (PSI Factor – Chronicles of the Paranormal, Fernsehserie, Episode 4x07)
- 1999: The Hoop Life (Fernsehserie, Episode 1x15)
- 2000: Vergänglicher Ruhm – Die Monkees Story (Daydream Believers: The Monkees’ Story, Fernsehfilm)
- 2000: The Wonderful World of Disney (Fernsehserie, Episode 4x05)
- 2001: Wind at My Back (Fernsehserie, Episode 5x05)
- 2001: A Town Without Christmas (Fernsehfilm)
- 2003: Deathlands (Fernsehfilm)
- 2003: Martha, Inc.: The Story of Martha Stewart (Fernsehfilm)
- 2003: Mutant X (Fernsehserie, Episode 3x01)
- 2003: Sue Thomas: F.B.I. (Sue Thomas: F.B.Eye, Fernsehserie, Episode 2x04)
- 2003: The Newsroom (Fernsehserie, 2 Episoden)
- 2004: Childstar
- 2005: Wild Card (Fernsehserie, Episode 2x13)
- 2006: At the Hotel (Fernsehserie, Episode 1x03)
- 2006: Degrassi: The Next Generation (Degrassi, Fernsehserie, Episode 6x06)
- 2006: The Green Room (Kurzfilm)
- 2007: Rexx, der Feuerwehrhund (Firehouse Dog)
- 2007: Trapped (Fernsehserie, Episode 1x06)
- 2007–2009: Unsere kleine Moschee (Little Mosque on the Prairie, Fernsehserie, 3 Episoden, verschiedene Rollen)
- 2008: Roxy Hunter und das Geheimnis des Schamanen (Roxy Hunter and the Secret of the Shaman, Fernsehfilm)
- 2008: Roxy Hunter and the Myth of the Mermaid (Fernsehfilm)
- 2009: The Listener – Hellhörig (The Listener, Fernsehserie, Episode 1x06)
- 2009: The Big 1-0 (Kurzfilm)
- 2009: The Prisoner – Der Gefangene (The Prisoner, Miniserie 1x02)
- 2010: Wer ist Clark Rockefeller? (Who is Clark Rockefeller?, Fernsehfilm)
- 2010: Happy Town (Fernsehserie, Episode 1x08)
- 2010: Casino Jack
- 2010: Lost Girl (Fernsehserie, Episode 1x08)
- 2010: Trailing Arbutus (Kurzfilm)
- 2011: Being Erica – Alles auf Anfang (Being Erica, Fernsehserie, 2 Episoden)
- 2011: What About Rachel (Kurzfilm)
- 2011–2014: Warehouse 13 (Fernsehserie, 6 Episoden)
- 2012: How to Keep Your Day Job (Kurzfilm)
- 2012: Attachments (Kurzfilm)
- 2013: Ti ho cercata in tutti i necrologi
- 2014: Remedy (Fernsehserie, Episode 1x03)
- 2014: The Strain (Fernsehserie, 2 Episoden)
- 2014: Murdoch Mysteries – Auf den Spuren mysteriöser Mordfälle (Murdoch Mysteries, Fernsehserie, Episode 8x04)
- 2015: The Rainbow Kid
- 2016: Two Lovers and a Bear
- 2016: Suits (Fernsehserie, Episode 6x08)
- 2016: Designated Survivor (Fernsehserie, Episode 1x10)
- 2017: Downsizing
- 2017: Fathers Support Group (Mini-Serie, 9 Episoden)
- 2018: Imposters (Fernsehserie, Episode 2x09)
- 2019: The Crossword Mysteries (Fernsehserie, Episode 1x02)
- 2019: Mutant Outcasts (Enhanced)
- 2019: The Cuban
- 2020: Coroner – Fachgebiet Mord (Coroner, Fernsehserie, 6 Episoden)
- 2020: Good Witch (Fernsehserie, Episode 6x09)
- 2021: Private Eyes (Fernsehserie, Episode 5x08)

## Synchronisationen (Auswahl)
- 2004: Wonderfalls (Fernsehserie, 11 Episoden)
- 2014: Assassin’s Creed Unity